# Ендър е Лоар
Ендър е Лоар (на френски: Indre-et-Loire, „Ендър и Лоара“) е департамент в регион Център-Вал дьо Лоар, централна Франция. Образуван е през 1790 година от основната част на провинция Турен и източните части на Анжу. Площта му е 6127 км², а населението – 610 247 души (2016). Административен център е град Тур.